# Deroplia schurmanni
Deroplia schurmanni är en skalbaggsart som beskrevs av Gianfranco Sama 1996. Deroplia schurmanni ingår i släktet Deroplia och familjen långhorningar. Inga underarter finns listade i Catalogue of Life.